# Totsuka-ku
Pour les articles homonymes, voir Totsuka.
Totsuka (戸塚区, Totsuka-ku) est l'un des dix-huit arrondissements de la ville de Yokohama au Japon. Il est situé au sud-ouest de la ville.

Position de l'arrondissement de Totsuka dans la ville de Yokoyama.

En 2016, sa population est de 275 238 habitants pour une superficie de 35,79 km2, ce qui fait une densité de population de 7 690 hab./km2.
C'est une ancienne station (shukuba) de la route du Tōkaidō.

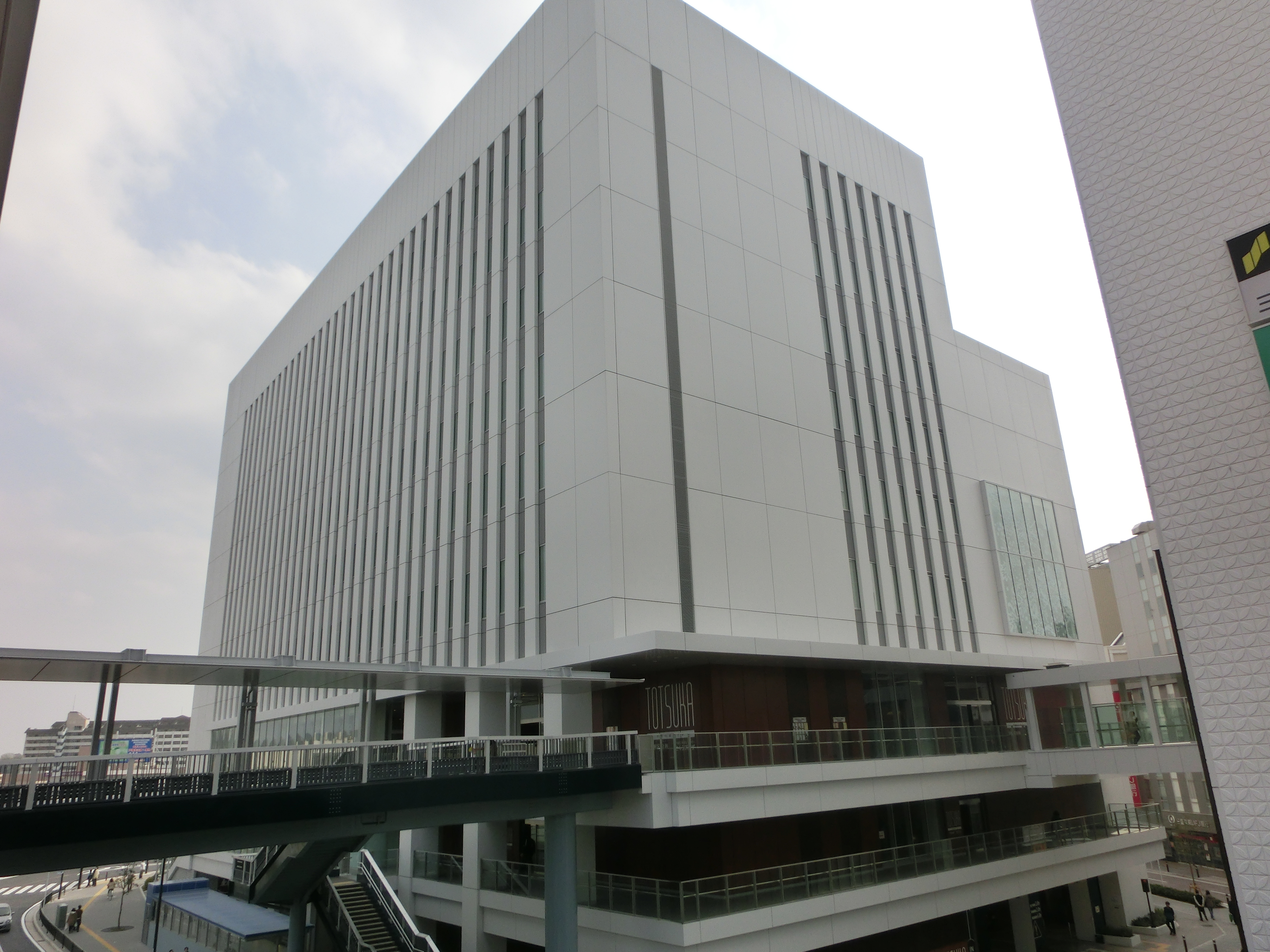
Mairie de l'arrondissement de Totsuka.

## Transport publics
L'arrondissement est desservi par plusieurs lignes ferroviaires :
- lignes Tōkaidō et Yokosuka de la compagnie JR East,
- ligne bleue du métro de Yokohama.